# 朝倉景鏡

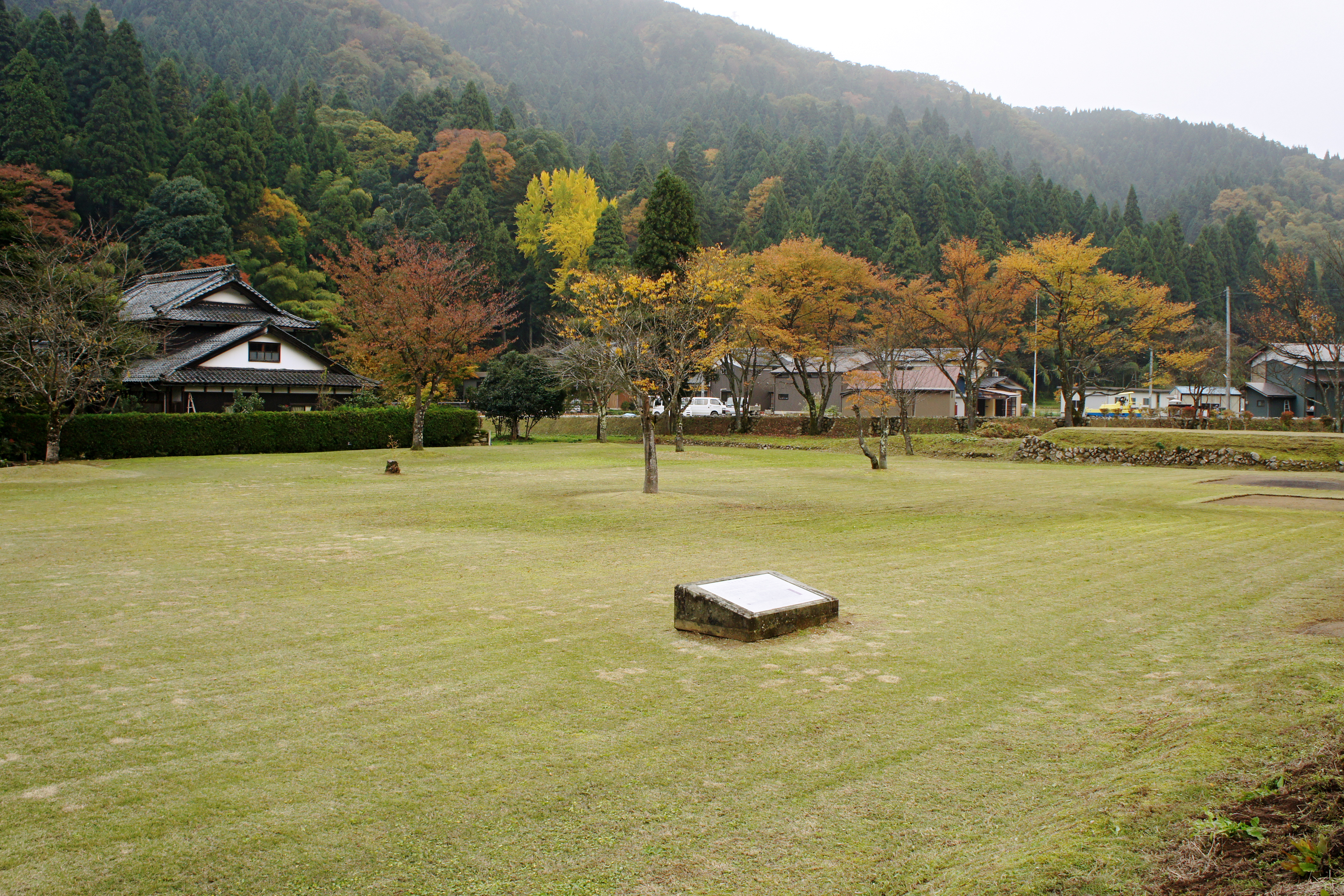
一乗谷の朝倉景鏡館跡

朝倉 景鏡（あさくら かげあきら）は、戦国時代から安土桃山時代にかけての武将。朝倉氏一門で、後に織田氏の家臣となる。後に織田信長から一字を貰い受け土橋信鏡（つちはし のぶあきら）と改名した。

## 生涯
朝倉孝景の弟・朝倉景高の子として生まれる。朝倉義景の従弟にあたる（諸説あり）。
朝倉家中において大野郡司を務め、越前国大野郡の亥山城を拠点としていた。また式典の席次などから、朝倉一族衆でも筆頭的地位であったと推定され、朝倉軍の総大将（当主名代など）として出陣することが度々あった。特に永禄7年（1564年）の加賀一向一揆征伐や元亀元年（1570年）の金ヶ崎の戦いの際の織田軍追撃、近江国・美濃国への出陣（志賀の陣）などにおいて、景鏡が総大将として指揮を執っている。
その後、主に畿内から近江における織田勢との死闘や、朝倉家中での権力争いなどを経て、景鏡と当主義景の間に微妙な距離感ができたことが確認できる。元亀3年（1572年）、織田信長は北近江の浅井氏（朝倉氏と同盟関係）の居城・小谷城の眼前に砦を築く。この時、景鏡は2度に渡り小谷城へ援軍として派遣されたが、この出陣中に前波吉継（後の桂田長俊）・富田長繁・毛屋猪介らが織田軍に寝返った。
天正元年（1573年）8月、小谷城を囲んだ織田軍に対する北近江出兵に際し、軍事行動の連続による疲弊を理由に出陣を拒否した。義景は自ら浅井救援に出陣するが敗れ、反対に織田信長の越前侵攻を招く（一乗谷城の戦い）。景鏡は義景に一乗谷からの撤退と自領の大野郡における再起を進言。景鏡は撤退してきた義景一行に宿舎を提供した上で、これを軍勢により包囲し、義景を自害に追い込み、その妻子を捕縛した。景鏡は義景の首級と、捕縛した母親（高徳院）・妻子・近習を信長に差し出し、降伏を許される。
後に上洛し、本領を安堵され、信長から一字を貰って名乗りを土橋信鏡と改めた。しかし天正2年（1574年）、桂田長俊を滅ぼそうと富田長繁が起こした土一揆が越前一向一揆に進展すると、一揆軍の標的にされ平泉寺に籠もるが戦死した。討死に際しては、劣勢と己の運命を悟った上で、わずか3騎にて敵中へ突入して討ち死したと伝えられている。また残された12歳（10歳?）と6歳の息子も捕らえられて処刑されている（『 朝倉始末記』）。なお、近年豊臣秀吉の実子とされている石松丸について景鏡の子を秀吉の養子に迎えたとする説が出されているが、朝倉一族に関する研究が進んでいないこともあり検証出来る状況にはないとされている。

## 人物・逸話
- 義景を裏切り実質的に朝倉家を滅亡に導いたためか、景鏡は『 朝倉始末記』などの軍記物ではかなり陰湿な人物とされている。実際に永禄7年（1564年）9月の加賀の陣中で同族の景垙と口論に及んで景垙はその口論に敗れ遂には自害しており[6]、金ヶ崎の戦いでは朝倉景恒の後詰に出陣しながらも府中より先には進軍せずに日和見に徹し[7]、義景最後の出陣の際も「疲労」を理由に参陣を断ったりしている[8]など、陰湿な逸話が多く伝わる。
- 主君を裏切るなどの変節ぶりは、「日のもとに　かくれぬその名あらためて　果は大野の土橋となる」と詠われた。

## 登場作品
- 信長 KING OF ZIPANGU（1992年、NHK、演：田嶋基吉）
- 麒麟がくる（2020年、NHK、演：手塚とおる）

## 関連作品
- 赤神諒『酔象の流儀　朝倉盛衰記』（講談社、2018年12月18日）ISBN 978-4-06-514035-2